# Onthophagus yasuhikoi
Onthophagus yasuhikoi é uma espécie de inseto do género Onthophagus, família Scarabaeidae, ordem Coleoptera.
Foi descrita cientificamente por Masumoto, Ochi & Sakchoowong em 2012.